# Фрич, Иоганнес (дирижёр)
Иоганнес Фрич (нем. Johannes Fritzsch; род. 1960, Майссен) — немецкий дирижёр.
Сын органиста, получил первые уроки музыки у своего отца. В дальнейшем учился в Дрезденской Высшей школе музыки имени Вебера. В разное время играл на скрипке, фортепиано и трубе.
В 1982 г. занял первую должность в качестве дирижёра, поступив в Народный театр в Ростоке. В 1987—1992 гг. работал в дрезденской Опере Земпера, затем провёл один сезон в Ганноверской опере. В 1993—1999 гг. генеральмузикдиректор Фрайбурга, в 2005—2006 гг. — Нюрнберга. С 2006 г. руководит оркестром и оперным театром в Граце. С 2008 г. одновременно возглавляет Квинслендский оркестр в Австралии.